# Germán Darío Gómez
Pour les articles homonymes, voir Gómez.
Gómez  Becerra est un nom espagnol. Le premier nom de famille, en général paternel, est Gómez ; le second, en général maternel, souvent omis, est Becerra.
Germán Dário Gómez Becerra, né le 8 mars 2001 à Betulia, est un coureur cycliste colombien.

## Biographie
Germán Gómez est né à Betulia (département de Santander) dans une famille aux revenus modestes,.

## Palmarès sur route

### Par année
- 2017
  - 2e étape de la Vuelta del Futuro
  - 3e de la Vuelta del Futuro
- 2018
  -  Médaillé d'argent du championnat panaméricain du contre-la-montre juniors
- 2019
  -  Champion panaméricain du contre-la-montre juniors
  -  Champion de Colombie du contre-la-montre juniors
  - 3e de la Vuelta del Porvenir
- 2020
  - 3e du Tour de Colombie des moins de 23 ans
- 2021
  - 4e étape du Tour de Colombie des moins de 23 ans
  - 3e du Tour de Colombie des moins de 23 ans
- 2022
  -  Champion de Colombie sur route espoirs
  - Tour de Colombie des moins de 23 ans
  - 3e du Trophée de la ville de San Vendemiano
  - 3e du Trofeo Piva
- 2023
  -  Champion de Colombie du contre-la-montre espoirs
  - Tour de Colombie des moins de 23 ans : 
    - Classement général
    - 2e étape (contre-la-montre)

  - 2e étape du Clásico RCN

### Classements mondiaux
| Année                                 | 2022 | 2023  | 2024  |
| ------------------------------------- | ---- | ----- | ----- |
| Classement mondial                    | 513e | 1026e | 1153e |
| UCI America Tour                      | 43e  | nc    | nc    |
|                                       |      |       |       |
| Légende : nc = non classéSource : UCI |      |       |       |

## Palmarès sur piste

### Championnats panaméricains
- Guadalajara 2019
  -  Champion panaméricain de poursuite par équipes juniors (avec Miguel Ángel Hoyos, Julián Osorio et Juan Becerra)
  -  Médaillé d'argent de la poursuite individuelle juniors